# Маккук (Небраска)
Маккук (англ. McCook) — місто (англ. city) в США, в окрузі Ред-Віллоу штату Небраска. Населення — 7446 осіб (2020).

## Географія
Маккук розташований за координатами 40°12′17″ пн. ш. 100°37′17″ зх. д. / 40.20472° пн. ш. 100.62139° зх. д. (40.204590, -100.621371).  За даними Бюро перепису населення США в 2010 році місто мало площу 13,97 км², уся площа — суходіл.

### Клімат
| Клімат : Маккук         | Клімат : Маккук | Клімат : Маккук | Клімат : Маккук | Клімат : Маккук | Клімат : Маккук | Клімат : Маккук | Клімат : Маккук | Клімат : Маккук | Клімат : Маккук | Клімат : Маккук | Клімат : Маккук | Клімат : Маккук | Клімат : Маккук |
| Показник                | Січ.            | Лют.            | Бер.            | Квіт.           | Трав.           | Черв.           | Лип.            | Серп.           | Вер.            | Жовт.           | Лист.           | Груд.           | Рік             |
| Абсолютний максимум, °C | 25              | 28              | 33              | 36              | 40              | 44              | 45              | 43              | 41              | 36              | 30              | 25              | 45              |
| Середній максимум, °C   | 4,8             | 7               | 12,3            | 18,1            | 23              | 28,9            | 32,2            | 30,9            | 26,3            | 19,2            | 11,3            | 5               | 18,3            |
| Середня температура, °C | −2,7            | −0,6            | 4,1             | 9,7             | 15,3            | 21,1            | 24,4            | 23,2            | 18              | 10,7            | 3,4             | −2,2            | 10,4            |
| Середній мінімум, °C    | −10,1           | −8,3            | −4,1            | 1,3             | 7,7             | 13,3            | 16,6            | 15,5            | 9,6             | 2,3             | −4,4            | −9,4            | 2,6             |
| Абсолютний мінімум, °C  | −34             | −38             | −28             | −25             | −10             | 1               | 6               | 3               | −5              | −18             | −23             | −31             | −38             |
| ----------------------- | --------------- | --------------- | --------------- | --------------- | --------------- | --------------- | --------------- | --------------- | --------------- | --------------- | --------------- | --------------- | --------------- |
| Джерело:                |                 |                 |                 |                 |                 |                 |                 |                 |                 |                 |                 |                 |                 |

## Демографія
Згідно з переписом 2010 року, у місті мешкало 7698 осіб у 3324 домогосподарствах у складі 2021 родини. Густота населення становила 551 особа/км².  Було 3717 помешкань (266/км²).
Расовий склад населення:
| - 95,8 % — білих - 0,5 % — корінних американців - 0,5 % — чорних або афроамериканців - 0,4 % — азіатів - 1,5 % — осіб інших рас |

До двох чи більше рас належало 1,3 %. Частка іспаномовних становила 4,9 % від усіх жителів.
За віковим діапазоном населення розподілялося таким чином: 23,0 % — особи молодші 18 років, 57,5 % — особи у віці 18—64 років, 19,5 % — особи у віці 65 років та старші. Медіана віку мешканця становила 40,7 року. На 100 осіб жіночої статі у місті припадало 93,5 чоловіків;  на 100 жінок у віці від 18 років та старших — 90,9 чоловіків також старших 18 років.
Середній дохід на одне домашнє господарство  становив 52 904 долари США (медіана — 41 407), а середній дохід на одну сім'ю — 63 865 доларів (медіана — 53 700). Медіана доходів становила 40 872 долари для чоловіків та 27 454 долари для жінок. За межею бідності перебувало 10,5 % осіб, у тому числі 14,8 % дітей у віці до 18 років та 7,5 % осіб у віці 65 років та старших.
Цивільне працевлаштоване населення становило 3992 особи. Основні галузі зайнятості: освіта, охорона здоров'я та соціальна допомога — 23,3 %, роздрібна торгівля — 17,4 %, мистецтво, розваги та відпочинок — 10,7 %, виробництво — 10,6 %.